# Mine
Mine je žensko osebno ime.

## Izvor imena
Ime Mine je različica ženskega osebnega imena Mina oziroma je skrajšana oblika nemškega imena Wilhelmine.

## Pogostost imena
Po podatkih Statističnega urada Republike Slovenije je bilo na dan 31. decembra 2007 v Sloveniji število ženskih oseb z imenom Mine: 64.

## Osebni praznik
V koledarju je ime Mine uvrščeno k imenu Mina.